# Estoril Open
L'Estoril Open, nome ufficiale Millennium Estoril Open per ragioni di sponsorizzazione e precedentemente noto anche come Portugal Open, è un torneo professionistico di tennis maschile. Fa parte della categoria ATP Tour 250 e si svolge annualmente sui campi in terra rossa del Clube de Ténis do Estoril a Estoril, in Portogallo. Fondato nel 1989, fino al 2014 si giocavano anche i tornei femminili e le competizioni si svolgevano a Oeiras.
Nel 2025 il torneo viene temporaneamente declassato nella categoria Challenger 175.

## Storia
Fu inaugurato nel 1989 come torneo femminile di categoria WTA Tier V con il nome Estoril Open sui campi in terra rossa del Complexo Desportivo do Jamor di Oeiras, complesso sportivo che comprende anche lo Stadio nazionale di Jamor. Nel 1990 furono aggiunti i tornei maschili di categoria ATP World Series che sarebbero in seguito stati rinominati ATP Tour 250. I tornei femminili non furono disputati tra il 1991 e il 1997, nel 1998 furono ripristinati ma come parte del circuito ITF e nel 1999 tornarono a far parte del circuito maggiore nella categoria WTA Tier IV, che nel 2009 sarebbe confluita nella categoria dei tornei WTA International.
Nel 2013 il torneo fu rinominato Portugal Open, e si continuò a giocare a Oeiras fino al 2014, anno in cui furono disputati per l'ultima volta i tornei femminili. Nel 2015 il torneo prese il nome dello sponsor e venne chiamato Millennium Estoril Open, da allora si tengono solo i tornei maschili e si svolgono al Clube de Ténis do Estoril della vicina Estoril.  L'edizione del 2020 non fu disputata a causa della pandemia di COVID-19. Nel 2025 a causa dell'estensione a due intere settimane del Masters di Madrid, il torneo viene temporaneamente spostato nella seconda settimana dello stesso, e riclassificato nella categoria Challenger 175, (uno dei soli 5 al mondo). Per almeno i due anni successivi, 2026 e 2027, il torneo ritornerà nella sua categoria ATP Tour 250 con il medesimo sponsor Millennium che ha rinnovato la partnership e il sostegno finanziario, ma verrà spostato in altra data, dapprima s'era proposto nella troppo intensa settimana seguente il Miami Open, ma infine si è scelto il mese di luglio.
Per il singolare maschile si sono imposti in due edizioni Carlos Costa (1992 e 1994), Thomas Muster (1995 e 1996), David Nalbandian (2002 e 2006), Albert Montañés (2009 e 2010) e Juan Martín del Potro (2011 e 2012), mentre la spagnola Magüi Serna è l'unica tennista ad essersi imposta due volte (2002 e 2003) nel singolare femminile. In doppio si contano cinque successi dell'americano Scott Lipsky (nel 2009, 2013, 2014, 2015 e 2016) in campo maschile, e due successi consecutivi della coppia cinese Li Ting e Sun Tiantian nel 2005 e 2006 nel doppio donne.

## Albo d'oro

### Singolare maschile
| Anno                    | Campione                                 | Finalista                                | Punteggio                                |
| ----------------------- | ---------------------------------------- | ---------------------------------------- | ---------------------------------------- |
| 2025                    | Alex Michelsen                           | Andrea Pellegrino                        | 6–4, 6–4                                 |
| 2024                    | Hubert Hurkacz                           | Pedro Martínez                           | 6–3, 6–4                                 |
| 2023                    | Casper Ruud                              | Miomir Kecmanović                        | 6–2, 7–6(3)                              |
| 2022                    | Sebastián Báez                           | Frances Tiafoe                           | 6–3, 6–2                                 |
| 2021                    | Albert Ramos Viñolas                     | Cameron Norrie                           | 4–6, 6–3, 7–6(3)                         |
| 2020                    | Annullato per la pandemia di Coronavirus | Annullato per la pandemia di Coronavirus | Annullato per la pandemia di Coronavirus |
| 2019                    | Stefanos Tsitsipas                       | Pablo Cuevas                             | 6–3, 7–6(4)                              |
| 2018                    | João Sousa                               | Frances Tiafoe                           | 6–4, 6–4                                 |
| 2017                    | Pablo Carreño Busta                      | Gilles Müller                            | 6–2, 7–6(5)                              |
| 2016                    | Nicolás Almagro                          | Pablo Carreño Busta                      | 6(6)–7, 7–6(5), 6–3                      |
| 2015                    | Richard Gasquet                          | Nick Kyrgios                             | 6–3, 6–2                                 |
| All'Estoril (dal 2015)  |                                          |                                          |                                          |
| 2014                    | Carlos Berlocq                           | Tomáš Berdych                            | 0–6, 7–5, 6–1                            |
| 2013                    | Stan Wawrinka                            | David Ferrer                             | 6–1, 6–4                                 |
| 2012                    | Juan Martín del Potro (2)                | Richard Gasquet                          | 6–4, 6–2                                 |
| 2011                    | Juan Martín del Potro (1)                | Fernando Verdasco                        | 6–2, 6–2                                 |
| 2010                    | Albert Montañés (2)                      | Frederico Gil                            | 6–2, 6(4)–7, 7–5                         |
| 2009                    | Albert Montañés (1)                      | James Blake                              | 5–7, 7–6(6), 6–0                         |
| 2008                    | Roger Federer                            | Nikolaj Davydenko                        | 7–6(5), 1–2 rit.                         |
| 2007                    | Novak Đoković                            | Richard Gasquet                          | 7–6(7), 0–6, 6–1                         |
| 2006                    | David Nalbandian (2)                     | Nikolaj Davydenko                        | 6–3, 6–4                                 |
| 2005                    | Gastón Gaudio                            | Tommy Robredo                            | 6–1, 2–6, 6–1                            |
| 2004                    | Juan Ignacio Chela                       | Marat Safin                              | 6(2)–7, 6–3, 6–3                         |
| 2003                    | Nikolaj Davydenko                        | Agustín Calleri                          | 6–4, 6–3                                 |
| 2002                    | David Nalbandian (1)                     | Jarkko Nieminen                          | 6–4, 7–6(5)                              |
| 2001                    | Juan Carlos Ferrero                      | Félix Mantilla                           | 7–6(3), 4–6, 6–3                         |
| 2000                    | Carlos Moyá                              | Francisco Clavet                         | 6–3, 6–2                                 |
| 1999                    | Albert Costa                             | Todd Martin                              | 7–6(4), 2–6, 6–3                         |
| 1998                    | Alberto Berasategui                      | Thomas Muster                            | 3–6, 6–1, 6–3                            |
| 1997                    | Àlex Corretja                            | Francisco Clavet                         | 6–3, 7–5                                 |
| 1996                    | Thomas Muster (2)                        | Andrea Gaudenzi                          | 7–6(4), 6–4                              |
| 1995                    | Thomas Muster (1)                        | Albert Costa                             | 6–4, 6–2                                 |
| 1994                    | Carlos Costa (2)                         | Andrij Medvedjev                         | 4–6, 7–5, 6–4                            |
| 1993                    | Andrij Medvedjev                         | Karel Nováček                            | 6–4, 6–2                                 |
| 1992                    | Carlos Costa (1)                         | Sergi Bruguera                           | 4–6, 6–2, 6–2                            |
| 1991                    | Sergi Bruguera                           | Karel Nováček                            | 7–6(7), 6–1                              |
| 1990                    | Emilio Sánchez                           | Franco Davín                             | 6–3, 6–1                                 |
| A Oeiras (fino al 2014) |                                          |                                          |                                          |

### Singolare Femminile
| Anno       | Campionessa              | Finalista              | Punteggio         |
| ---------- | ------------------------ | ---------------------- | ----------------- |
| 2014       | Carla Suárez Navarro     | Svetlana Kuznecova     | 6–4, 3–6, 6–4     |
| 2013       | Anastasija Pavljučenkova | Carla Suárez Navarro   | 7–5, 6–2          |
| 2012       | Kaia Kanepi              | Carla Suárez Navarro   | 3–6, 7–6(6), 6–4  |
| 2011       | Anabel Medina Garrigues  | Kristina Barrois       | 6–1, 6–2          |
| 2010       | Anastasija Sevastova     | Arantxa Parra Santonja | 6–2, 7–5          |
| 2009       | Yanina Wickmayer         | Ekaterina Makarova     | 7–5, 6–2          |
| 2008       | Marija Kirilenko         | Iveta Benešová         | 6–4, 6–2          |
| 2007       | Gréta Arn                | Viktoryja Azaranka     | 2–6, 6–1, 7–6(3)  |
| 2006       | Jie Zheng                | Li Na                  | 6(5)–7, 7–5, rit. |
| 2005       | Lucie Šafářová           | Li Na                  | 6(4)–7, 6–4, 6–3  |
| 2004       | Émilie Loit              | Iveta Benešová         | 7–5, 7–6(1)       |
| 2003       | Magüi Serna (2)          | Julia Schruff          | 6–4, 6–1          |
| 2002       | Magüi Serna (1)          | Anca Barna             | 6–4, 6–2          |
| 2001       | Ángeles Montolio         | Elena Bovina           | 3–6, 6–3, 6–2     |
| 2000       | Anke Huber               | Nathalie Dechy         | 6–1, 1–6, 7–5     |
| 1999       | Katarina Srebotnik       | Rita Kuti-Kis          | 6–3, 6–1          |
| 1998       | Barbara Schwartz         | Raluca Sandu           | 6–2, 6–3          |
| 1997- 1991 | Non disputato            | Non disputato          | Non disputato     |
| 1990       | Federica Bonsignori      | Laura Garrone          | 2–6, 6–3, 6–3     |
| 1989       | Isabel Cueto             | Sandra Cecchini        | 7–6, 6–2          |

| evento dell'ITF |

### Doppio maschile
| Anno                    | Campione                                   | Finalista                                | Punteggio                                |
| ----------------------- | ------------------------------------------ | ---------------------------------------- | ---------------------------------------- |
| 2025                    | Ariel Behar Joran Vliegen (2)              | Francisco Cabral Lucas Miedler           | 7–5, 6–3                                 |
| 2024                    | Gonzalo Escobar Oleksandr Nedovjesov       | Sadio Doumbia Fabien Reboul              | 7–5, 6–2                                 |
| 2023                    | Sander Gillé Joran Vliegen (1)             | Nikola Ćaćić Miomir Kecmanović           | 6–3, 6–4                                 |
| 2022                    | Nuno Borges Francisco Cabral               | Máximo González André Göransson          | 6–2, 6–3                                 |
| 2021                    | Hugo Nys Tim Pütz                          | Luke Bambridge Dominic Inglot            | 7–5, 7–6(3)                              |
| 2020                    | Annullato per la pandemia di Coronavirus   | Annullato per la pandemia di Coronavirus | Annullato per la pandemia di Coronavirus |
| 2019                    | Jérémy Chardy Fabrice Martin               | Luke Bambridge Jonny O'Mara              | 7–5, 7–6(3)                              |
| 2018                    | Kyle Edmund Cameron Norrie                 | Wesley Koolhof Artem Sitak               | 6–4, 6–2                                 |
| 2017                    | Ryan Harrison Michael Venus                | David Marrero Tommy Robredo              | 7–5, 6–2                                 |
| 2016                    | Eric Butorac (3) Scott Lipsky (5)          | Łukasz Kubot Marcin Matkowski            | 6–4, 3–6, [10–8]                         |
| 2015                    | Treat Conrad Huey Scott Lipsky (4)         | Marc López David Marrero                 | 6–1, 6–4                                 |
| All'Estoril (dal 2015)  |                                            |                                          |                                          |
| 2014                    | Santiago González (2) Scott Lipsky (3)     | Pablo Cuevas David Marrero               | 6–3, 3–6, [10–8]                         |
| 2013                    | Santiago González (1) Scott Lipsky (2)     | Aisam-ul-Haq Qureshi Jean-Julien Rojer   | 6–3, 4–6, [10–7]                         |
| 2012                    | Aisam-ul-Haq Qureshi Jean-Julien Rojer (2) | Julian Knowle David Marrero              | 7–5, 7–5                                 |
| 2011                    | Eric Butorac (2) Jean-Julien Rojer (1)     | Marc López David Marrero                 | 6–3, 6–4                                 |
| 2010                    | Marc López David Marrero                   | Pablo Cuevas Marcel Granollers           | 6(1)–7, 6–4, [10–4]                      |
| 2009                    | Eric Butorac (1) Scott Lipsky (1)          | Martin Damm Robert Lindstedt             | 6–3, 6–2                                 |
| 2008                    | Jeff Coetzee Wesley Moodie                 | Jamie Murray Kevin Ullyett               | 6–2, 4–6, [10–8]                         |
| 2007                    | Marcelo Melo André Sá                      | Martín García Sebastián Prieto           | 3–6, 6–2, [10–6]                         |
| 2006                    | Lukáš Dlouhý Pavel Vízner                  | Lucas Arnold Ker Leoš Friedl             | 6–3, 6–1                                 |
| 2005                    | František Čermák Leoš Friedl               | Juan Ignacio Chela Tommy Robredo         | 6–3, 6–4                                 |
| 2004                    | Juan Ignacio Chela Gastón Gaudio           | František Čermák Leoš Friedl             | 6–2, 6–1                                 |
| 2003                    | Mahesh Bhupathi Maks Mirny                 | Lucas Arnold Ker Mariano Hood            | 6–1, 6–2                                 |
| 2002                    | Karsten Braasch Andrej Ol'chovskij (3)     | Simon Aspelin Andrew Kratzmann           | 6–3, 6–3                                 |
| 2001                    | Radek Štěpánek Michal Tabara               | Donald Johnson Nenad Zimonjić            | 6–4, 6–1                                 |
| 2000                    | Donald Johnson (3) Piet Norval             | David Adams Joshua Eagle                 | 6–4, 7–5                                 |
| 1999                    | Tomás Carbonell (2) Donald Johnson (2)     | Jiří Novák David Rikl                    | 6–3, 2–6, 6–1                            |
| 1998                    | Donald Johnson (1) Francisco Montana       | David Roditi Fernon Wibier               | 6–1, 2–6, 6–1                            |
| 1997                    | Gustavo Kuerten Fernando Meligeni          | Andrea Gaudenzi Filippo Messori          | 6–2, 6–2                                 |
| 1996                    | Tomás Carbonell (1) Francisco Roig         | Tom Nijssen Greg Van Emburgh             | 6–3, 6–2                                 |
| 1995                    | Evgenij Kafel'nikov Andrej Ol'chovskij (2) | Marc-Kevin Goellner Diego Nargiso        | 5–7, 7–5, 6–2                            |
| 1994                    | Cristian Brandi Federico Mordegan          | Richard Krajicek Menno Oosting           | walkover                                 |
| 1993                    | David Adams Andrej Ol'chovskij (1)         | Menno Oosting Udo Riglewski              | 6–3, 7–5                                 |
| 1992                    | Hendrik Jan Davids Libor Pimek             | Luke Jensen Laurie Warder                | 3–6, 6–3, 7–5                            |
| 1991                    | Paul Haarhuis Mark Koevermans              | Tom Nijssen Cyril Suk                    | 6–3, 6–3                                 |
| 1990                    | Sergio Casal Emilio Sánchez                | Omar Camporese Paolo Canè                | 7–5, 4–6, 7–5                            |
| A Oeiras (fino al 2014) |                                            |                                          |                                          |

### Doppio femminile
| Anno       | Vincitrici                               | Finaliste                                     | Punteggio           |
| ---------- | ---------------------------------------- | --------------------------------------------- | ------------------- |
| 2014       | Cara Black Sania Mirza                   | Eva Hrdinová Valerija Solov'ëva               | 6–3, 6–4            |
| 2013       | Chan Hao-ching Kristina Mladenovic       | Darija Jurak Katalin Marosi                   | 7–6(3), 6–2         |
| 2012       | Chuang Chia-jung Zhang Shuai             | Jaroslava Švedova Galina Voskoboeva           | 4–6, 6–1, [11–9]    |
| 2011       | Alisa Klejbanova Galina Voskoboeva       | Eléni Daniilídou Michaëlla Krajicek           | 6–4, 6–2            |
| 2010       | Sorana Cîrstea Anabel Medina Garrigues   | Vitalija D'jaćenko Aurélie Védy               | 6–1, 7–5            |
| 2009       | Raquel Kops-Jones Abigail Spears         | Sharon Fichman Katalin Marosi                 | 2–6, 6–3, [10–5]    |
| 2008       | Marija Kirilenko Flavia Pennetta         | Mervana Jugić-Salkić İpek Şenoğlu             | 6–4, 6–4            |
| 2007       | Andreea Ehritt-Vanc Anastasija Rodionova | Lourdes Domínguez Lino Arantxa Parra Santonja | 6–3, 6–2            |
| 2006       | Li Ting (2) Sun Tiantian (2)             | Gisela Dulko Maria Sánchez Lorenzo            | 6–2, 6–2            |
| 2005       | Li Ting (1) Sun Tiantian (1)             | Michaëlla Krajicek Henrieta Nagyová           | 6–3, 6–1            |
| 2004       | Emmanuelle Gagliardi Janette Husárová    | Olga Blahotová Gabriela Navrátilová           | 6–3, 6–2            |
| 2003       | Petra Mandula Patricia Wartusch          | Maret Ani Emmanuelle Gagliardi                | 6(3)–7, 7–6(3), 6–2 |
| 2002       | Elena Bovina Zsófia Gubacsi              | Barbara Rittner María Vento-Kabchi            | 6–3, 6–1            |
| 2001       | Květa Peschke Barbara Rittner            | Tina Križan Katarina Srebotnik                | 3–6, 7–5, 6–1       |
| 2000       | Tina Križan Katarina Srebotnik           | Amanda Hopmans Cristina Torrens Valero        | 6–0, 7–6(9)         |
| 1999       | Alicia Ortuño Cristina Torrens Valero    | Rita Kuti-Kis Anna Földényi                   | 7–6(4), 3–6, 6–3    |
| 1998       | Caroline Dhenin Émilie Loit              | Radka Bobková Caroline Schneider              | 6–2, 6–3            |
| 1997- 1991 | Non disputato                            | Non disputato                                 | Non disputato       |
| 1990       | Sandra Cecchini Patricia Tarabini        | Carin Bakkum Nicole Jagerman                  | 1–6, 6–2, 6–3       |
| 1989       | Iva Budařová Regina Rajchrtová           | Gabriela Castro Conchita Martínez             | 6–2, 6–4            |

| evento dell'ITF |